# Галушко Микола Леонідович
Галушко Микола Леонідович (5 грудня 1979, с. Аргаяш Аргаяшського району Челябінської області РСФСР) — український правоохоронець та бізнесмен. Народний депутат України 9-го скликання від 97-го виборчого округу від партії «Слуга народу».

## Життєпис
Народився 5 грудня 1979 року в селі Аргаяш Аргаяшського району Челябінської області в РСФСР у сім'ї міліціонера Леоніда Галушки.
Його батька, Леоніда Миколайовича, по міліцейській лінії перевели до УРСР, де він з часом дослужився до керівника обласного УБОЗу. Зв'язки з міліцією допомогли відкрити в Київській області свій бізнес — приватну охоронну фірму під назвою «Галід».
2001 року Микола закінчив Національну академію внутрішніх справ за спеціальністю «Правознавство». У 2002—2005 роках працював в УБОЗ ГУ МВС в Київській області.
Від 2017 року поряд з посадою директора ПП «ГАЛІД», Микола Галушко паралельно був радником директора ДП спиртової та лікеро-горілчаної промисловості «Укрспирт».
Закінчив Інститут вищої кваліфікації Київського національного торговельно-економічного університету (спеціальністю «Економіка»). 1997—2006 рр. — проходження служби в ОВС. 2006—2012 рр. — виконавчий директор ТОВ «ГАЛІД». 2012—2017 рр. — директор ПП «ГАЛІД».

### Політика
Під час президентських виборів у березні 2019 року Зеленський призначив Галушка довіреною особою в 97 окрузі. Член партії «Слуга народу».
2019 року переміг на виборах до Верховної ради за мажоритарним округом № 97 від партії «Слуга Народу». Член Комітету ВРУ з питань правоохоронної діяльності.

## Особисте життя
- Тетяна Галушко — колишня дружина (у шлюбі 2011—2017)
- донька Дарина (н. 2012)

## Скандали
У вересні 2020 року Галушко був звинувачений в продажі місць у списках «Слуги народу».
18 грудня 2020 року Галушко нецензурно спілкувався з поліцейськими, що зупинили його водія за порушення ПДР. Водія Галушка за рішенням Печерського суду Києва було позбавлено прав на 1 рік, також він заплатив 10 тис. грн штрафу за відмову пройти огляд автомобіля. Після інциденту, в МВС виступили з ініціативою ухвалити закон, який передбачає штрафи за образу копів.
14 грудня 2021 року НАЗК скерувала до суду протокол на Миколу Галушка через недостовірні відомості у декларації. Згідно з протоколом, народний депутат не зареєстрував гроші, отримані внаслідок продажу автомобіля Lexus LS 460.
Наприкінці травня 2024 року українські медіа-розслідувачі оприлюднили інформацію про те, що під час російсько-української війни матір Миколи Галушка купила та добудувала маєток вартістю понад 600 тисяч доларів. 
Також українські розслідувачі виявили, що попри заборону законодавства, Микола Галушко займався лобіюванням родинного бізнесу та боротьбою із конкурентами. 
22 липня 2025 року голосував за закон України 12414 який був ухвалений з порушенням Регламенту Верховної Ради України та підпорядкував НАБУ та САП Генеральному прокурору і викликав масові протести.  